# Vlacq (cráter)

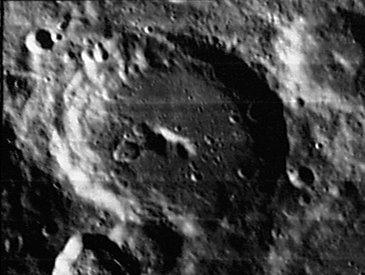
Fotografía de la misión Lunar Orbiter 4

Vlacq es un prominente cráter de impacto localizado en la parte sureste de la Luna, que aparece escorado cuando se ve desde la Tierra. Este cráter es adyacente al borde noreste de Hommel, más grande, y al borde noroeste de Rosenberger.
|  |

El cráter se ha erosionado, pero no en el mismo grado que los grandes cráteres vecinos. El cráter satélite Vlacq G invade el borde sur de Vlacq, y los cráteres Vlacq A y Vlacq B forman una pareja de impactos enlazados. El cráter satélite Vlacq C está muy próximo a la citada pareja de cráteres.
El suelo interior de Vlacq ha sido reconstituido por la lava, dejando una base casi nivelada. Sin embargo, la mitad suroeste del piso ha sido invadida por los materiales eyectados procedentes de impactos cercanos. En el punto medio del suelo se localiza un macizo redondeado de unos 15 kilómetros de largo, cuyo eje mayor tiene dirección noroeste. El suelo contiene numerosos pequeños cráteres, así como varios restos de cráteres palimpsestos en la mitad occidental. El más notable de estos es una depresión circular situada al oeste del pico central.

## Cráteres satélite
Por convención estos elementos son identificados en los mapas lunares poniendo la letra en el lado del punto medio del cráter que está más cercano a Vlacq.
|       | \| Vlacq \| Coordenadas \| Diámetro \| \| ----- \| ----------------------------- \| -------- \| \| A \| 51°12′S 38°54′E / -51.2, 38.9 \| 17 km \| \| B \| 51°00′S 39°42′E / -51.0, 39.7 \| 18 km \| \| C \| 50°18′S 39°24′E / -50.3, 39.4 \| 19 km \| \| D \| 48°42′S 36°12′E / -48.7, 36.2 \| 34 km \| \| E \| 52°00′S 36°12′E / -52.0, 36.2 \| 11 km \| \| G \| 54°54′S 38°06′E / -54.9, 38.1 \| 27 km \| \| H \| 47°54′S 34°54′E / -47.9, 34.9 \| 11 km \| \| K \| 51°12′S 36°36′E / -51.2, 36.6 \| 12 km \| |          |
| Vlacq | Coordenadas | Diámetro |
| A     | 51°12′S 38°54′E / -51.2, 38.9 | 17 km    |
| B     | 51°00′S 39°42′E / -51.0, 39.7 | 18 km    |
| C     | 50°18′S 39°24′E / -50.3, 39.4 | 19 km    |
| D     | 48°42′S 36°12′E / -48.7, 36.2 | 34 km    |
| E     | 52°00′S 36°12′E / -52.0, 36.2 | 11 km    |
| G     | 54°54′S 38°06′E / -54.9, 38.1 | 27 km    |
| H     | 47°54′S 34°54′E / -47.9, 34.9 | 11 km    |
| K     | 51°12′S 36°36′E / -51.2, 36.6 | 12 km    |